# Ferdinand von Saar

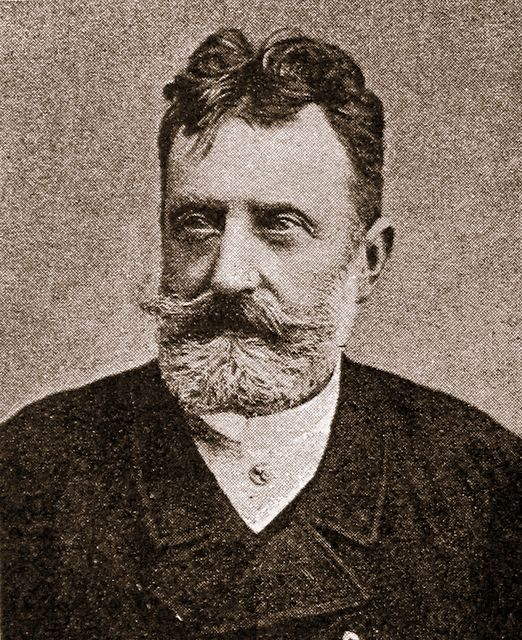
Ferdinand von Saar

Ferdinand Ludwig Adam von Saar (30 de setembro de 1833, Viena, Áustria – 24 de julho de 1906, Döbling) foi um escritor e poeta austríaco. Foi, juntamente com Marie von Ebner-Eschenbach, um dos mais importantes escritores de língua alemã da Áustria do final do século XIX.
Memoravelmente, Ferdinand von Saar dedicou um poema à Peônia, flor que, entre outros nomes, comumente é chamada de Pfingstrose (ipsis verbis: rosa-de-pentecostes) no idioma alemão. 

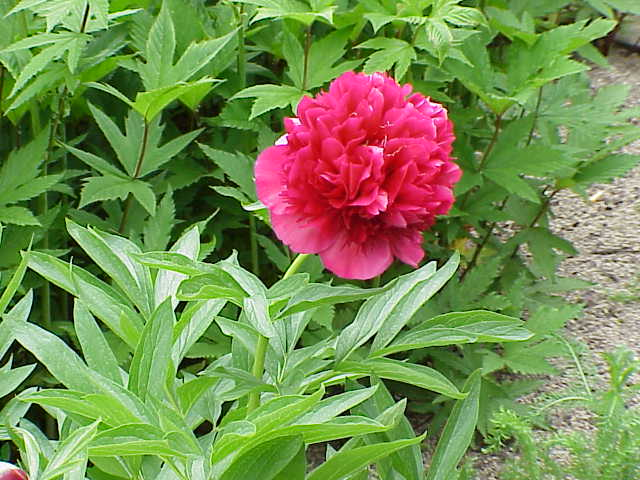
Uma peônia em flor

Pfingstrose
Verhaucht sein stärkstes Düften
Hat rings der bunte Flor,
Und leiser in den Lüften
Erschallt der Vögel Chor.
Des Frühlings reichstes Prangen
Fast ist es schon verblüht –
Die zeitig aufgegangen,
Die Rosen sind verblüht.
Doch leuchtend will entfalten
Päonie ihre Pracht,
Von hehren Pfingstgewalten
Im tiefsten angefacht.
Gleich einer späten Liebe,
Die lang in sich geruht,
Bricht sie mit mächtgem Triebe
Jetzt aus in Purpurglut.